# Mario de las Casas
Mario de las Casas (ur. 31 stycznia 1901 w Limie, zm. 10 października 2002 w Callao) – peruwiański piłkarz, reprezentant kraju, grający na pozycji obrońcy.

## Kariera piłkarska
De las Casas przygodę z piłką rozpoczął w 1919 w drużynie Sportivo Tarapacá Ferrocarril. Członkiem tej drużyny był przez kolejne 2 lata. 
Od 1928–1929 występował w Universitario de Deportes. Pomógł drużynie w zdobyciu mistrzostwa Primera División Peruana w 1929. W kolejnych latach grał w Lawn Tennis i Atlético Chalaco. W 1935 zakończył karierę piłkarską. 
W 1930 został powołany przez trenera Francisco Bru na Mistrzostwa Świata. Podczas mundialu wystąpił w dwóch spotkaniach z Rumunią oraz gospodarzem turnieju i późniejszym mistrzem świata, Urugwajem. 
Został też powołany na Copa América 1935. Na turnieju rozgrywanym w Peru zagrał w spotkaniu z Argentyną. 
| Mecze i gole w reprezentacji | Mecze i gole w reprezentacji | Mecze i gole w reprezentacji | Mecze i gole w reprezentacji | Mecze i gole w reprezentacji | Mecze i gole w reprezentacji | Mecze i gole w reprezentacji |
| #                            | Data                         | Miasto                       | Przeciwnik                   | Gol                          | Wynik                        | Rozgrywki                    |
| ---------------------------- | ---------------------------- | ---------------------------- | ---------------------------- | ---------------------------- | ---------------------------- | ---------------------------- |
| 1.                           | 14.07.1930                   | Montevideo                   | Rumunia                      |                              | 1:3                          | MŚ 1930                      |
| 2.                           | 18.07.1930                   | Montevideo                   | Urugwaj                      |                              | 0:1                          | MŚ 1930                      |
| 3.                           | 20.01.1935                   | Lima                         | Argentyna                    |                              | 1:4                          | Copa América 1935            |

## Sukcesy
Universitario de Deportes
- Mistrzostwo Primera División Peruana (1): 1929